# Palais Kolovrat
Pour les articles homonymes, voir Kolovrat.
Le palais Kolovrat est situé rue Wallenstein à Prague (Tchéquie), dans le quartier de Malá Strana. Il fait partie du siège du Sénat lequel, conformément à la loi no 59/1996, comprend également les terrains du palais Wallenstein (comprenant également le jardin Wallenstein, l'école d'équitation Wallenstein) et le petit palais de Fürstenberg.

## Histoire

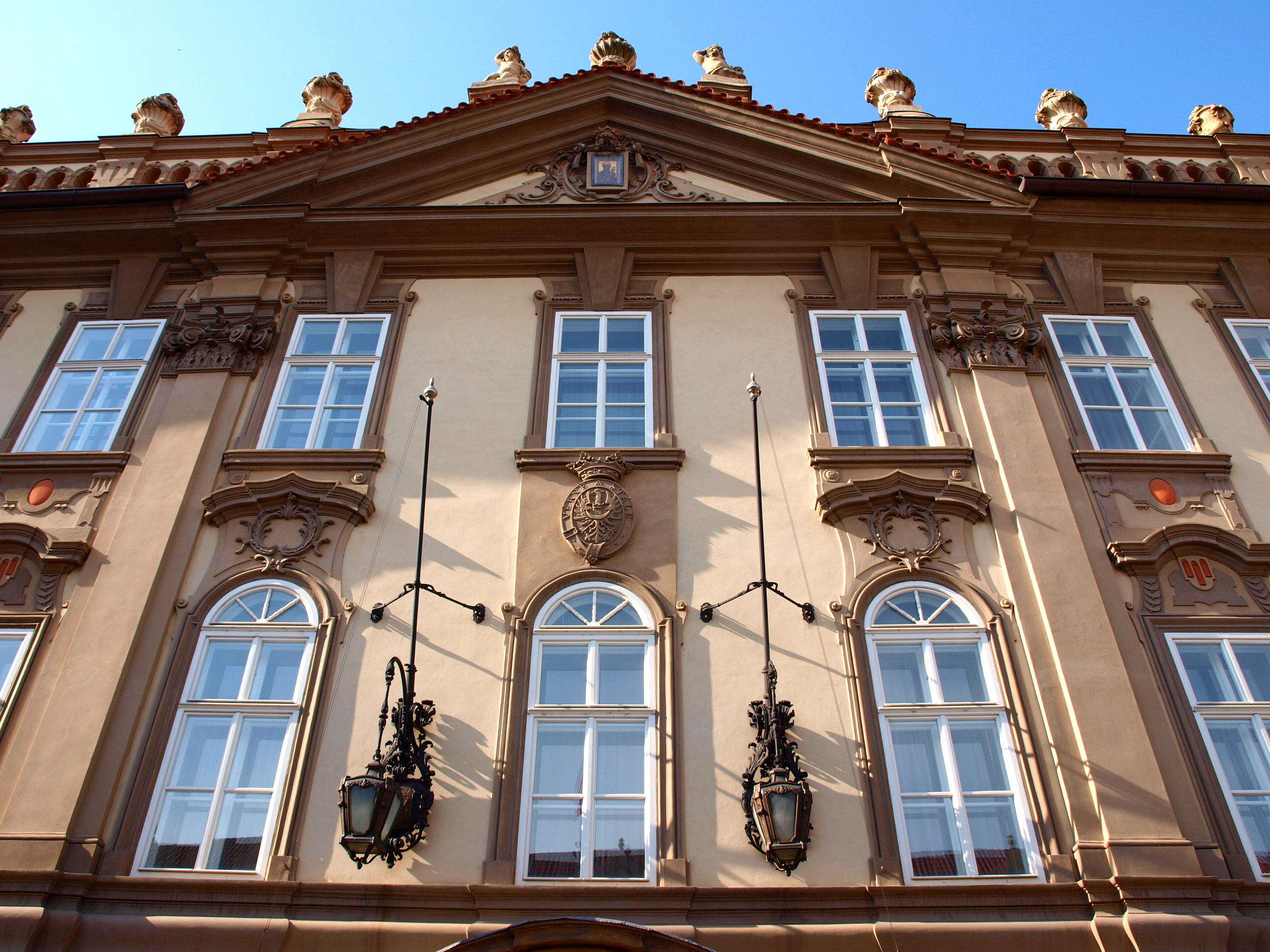
Façade du palais Kolovrat

Le palais Kolovrat a été construit à la fin du XVIIIe siècle sur le site d’une petite maison. La construction a été commandée par l'épouse du noble Heřman Jakub Černín à l'architecte renommé Ignác Palliardi. Ainsi naquit une magnifique demeure aristocratique qui devait symboliser un palais du haut baroque. Ce palais est lié au Petit Palais Fürstenberg, construit vers 1770. Il est attenant au charmant jardin en terrasse rococo, équipé de kiosques, d'escaliers et de balustrades. Le jardin Kolovrat est également relié au palais Palais Pálffy. Le jardin fait partie du complexe de jardins accessible situé sous le Château de Prague. 
Ces palais, Kolovrat et Petit Fürstenberg, sont depuis 1918 en possession de l'état. Sous la Première République, la présidence du conseil des ministres s’y trouvait. Après 1945, ils abritaient le ministère de l’Information, plus tard le Ministère de la Culture. 
En 2003, une reconstruction complète du palais de Kolovrat et du Petit Palais Fürstenberg, a eu lieu, achevé par la Chancellerie du Sénat en 2006. Les locaux les plus intéressants du Sénat sont accessibles les jours fériés lors des journées portes ouvertes. 
Le palais Kolovrat fait partie du siège du Parlement de la République tchèque, classé monument culturel national. 

## Galerie de photos

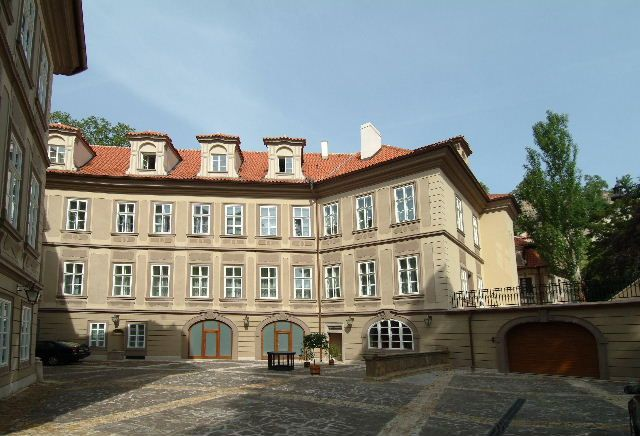
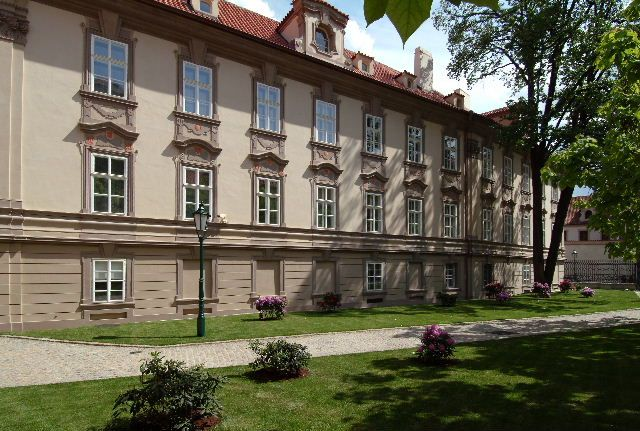
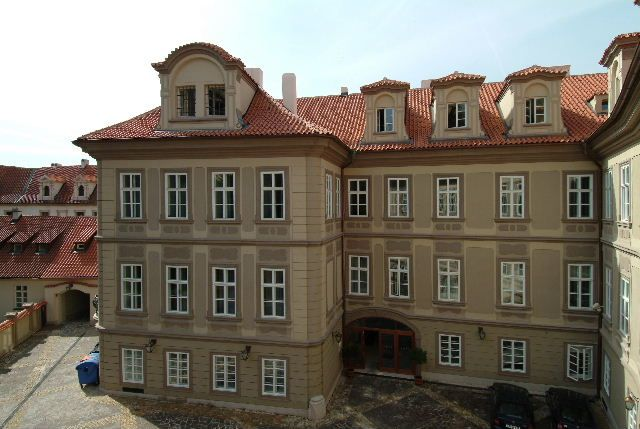
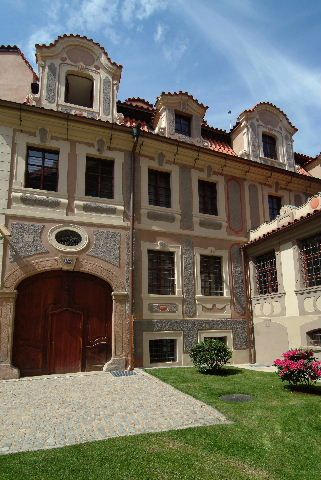
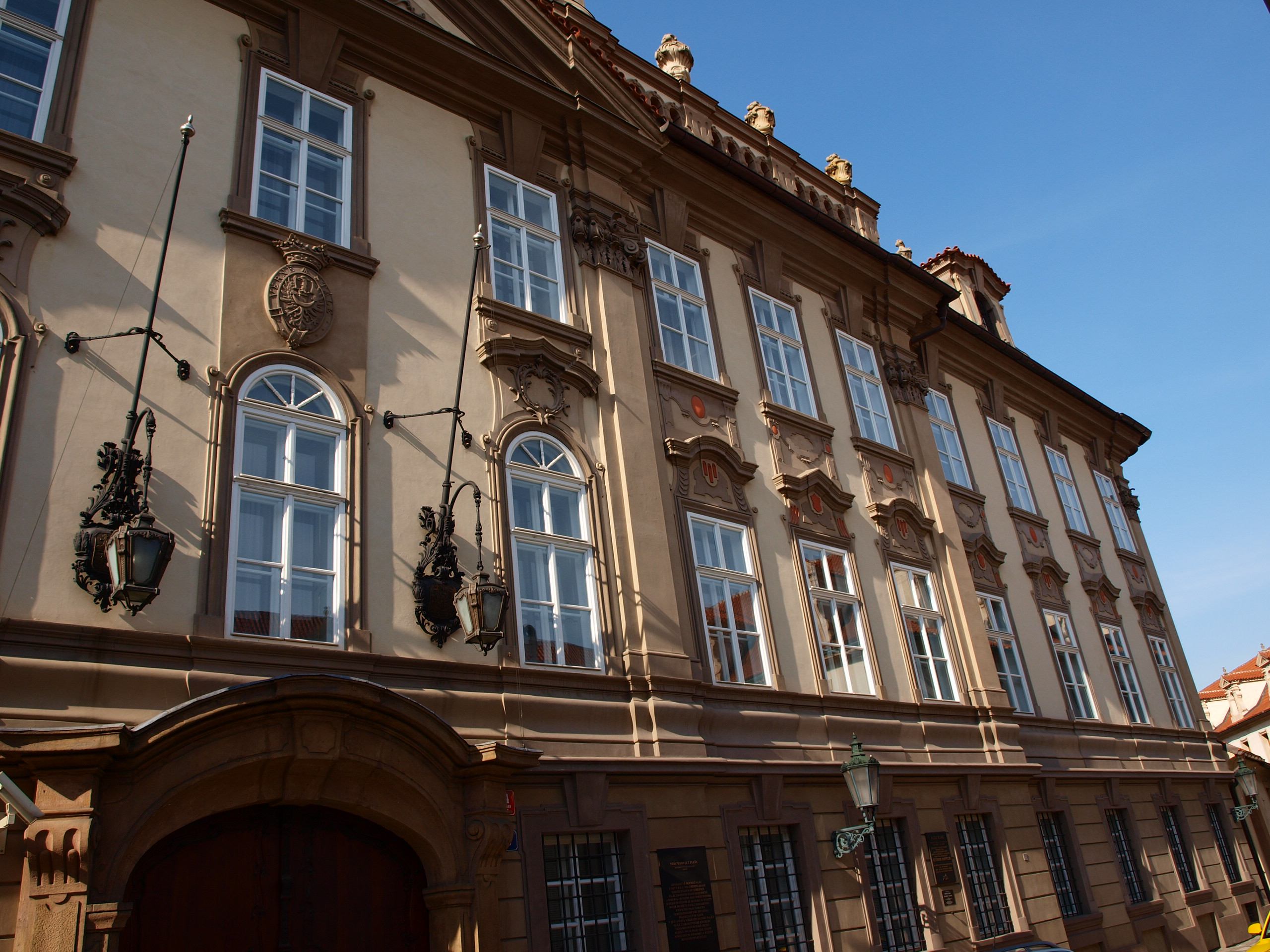
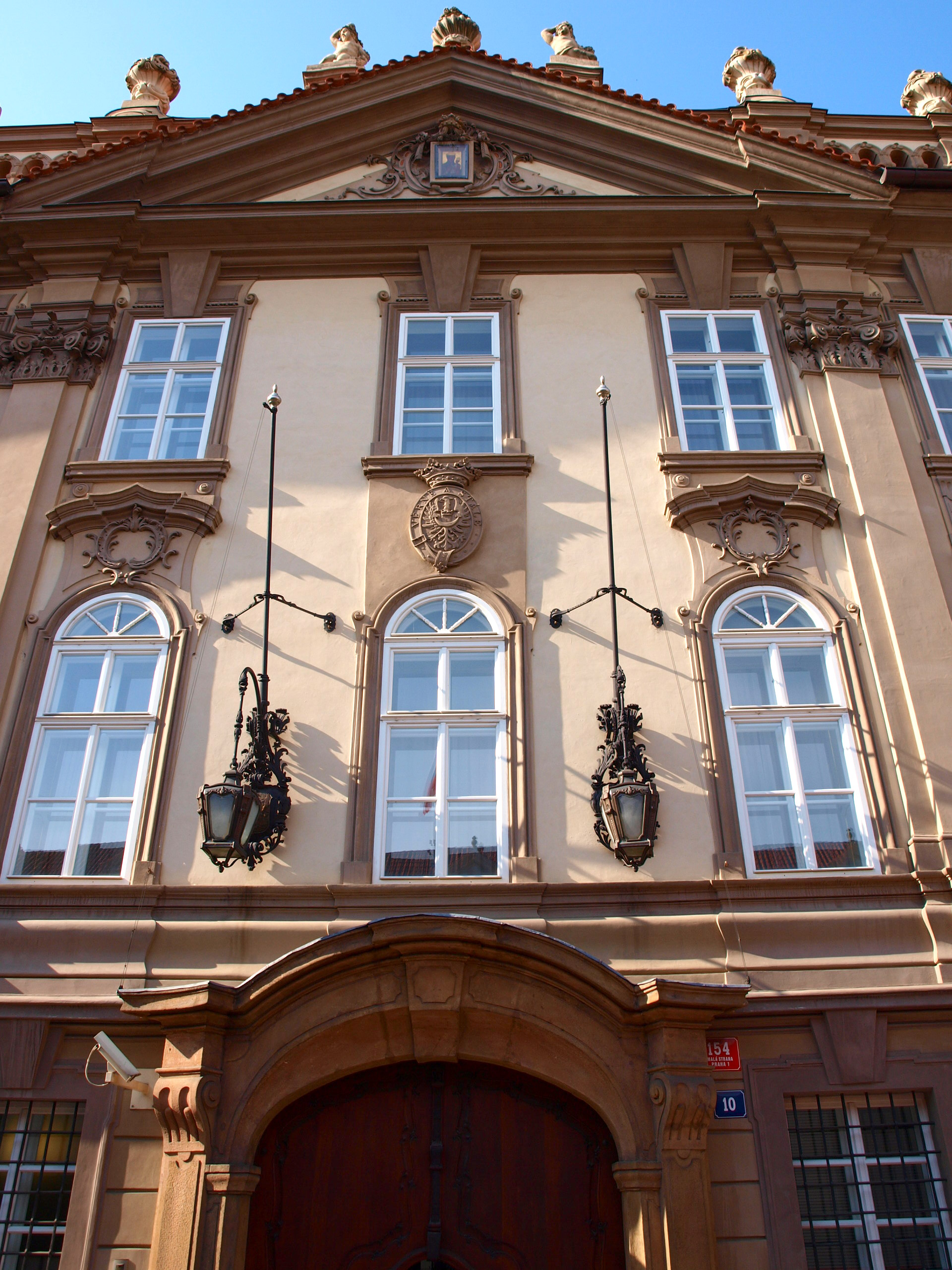